# نصیحة الملوک
نصیحة الملوک یا نصیحت الملوک کتابی است از محمد غزالی دربارهٔ اصول پادشاهی و کشورداری، چگونگی آموزش و پرورش شاهزادگان و اخلاق اسلامی که در سال ۵۰۳ قمری به زبان فارسی نوشته شده‌است. این کتاب از مشهورترین کتاب‌های اصول کشورداری، آموزش شاهزادگان و اخلاق اسلامی به‌شمار می‌رود که از دید فصاحت کلام، سلاست انشاء و اجتناب از تکلف و تصنع کم‌نظیر است.

## موضوعات
نصیحة الملوک دو بخش دارد: در بخش اول با بررسی دو موضوعِ ایمان و عدل، برای هر کدام به صورت جداگانه ده اصل بیان شده‌است.
- اصول دهگانه ایمان چنین است:

آغاز اصول اعتقاد که بیخ ایمانست

اصل دوم در پاکی حق تعالی

اصل سوم در قدرت و توانایی

اصل چهارم در علم

اصل پنجم درخواست

اصل ششم در بینایی و شنوایی

اصل هفتم در کلام

اصل هشتم در کردار

اصل نهم ذکر آخرت

اصل دهم در فرستادگان وی تعالی
- اصول دهگانه عدل و انصاف رعیت چنین است:

اصل اول: آنست که والی نخست قدر ولایت بداند.

اصل دوم: آنکه همیشه تشنه باشد به دیدار علمای دین

اصل سوم: آنکه بدان قناعت نکند که خود از ظلم دست بدارد.

اصل چهارم: آنست که والی غالب آن باشد که مُتَکبِّر بُوَد.

اصل پنجم: آنکه در هر واقعه‌ای که پیش آید، تقدیر کند که او رعیّت است و دیگری والی

اصل ششم: آنکه انتظار اربابِ حاجات را بر درگاهِ خویش حقیر نشناسد.

اصل هفتم: آنکه خویشتن را عادت نکند که به شهوات مشغول شود.

اصل هشتم: آنکه همه کارها تا تواند به رِفق کند نه به دُرشتی

اصل نهم: آنکه جَهد کند تا همه رعیّت ازو خشنود باشند با موافقت شرع

اصل دهم: آنکه رضای هیچ‌کس طلب نکند برخلاف شرع
- بخش دوم نصیحة الملوک با هفت باب ادامه و پایان می‌یابد:

باب اوّل: در عدل و سیاست و سیرت ملوک و ذکر پادشاهان پیشین و تاریخ

باب دوم: در سیاست وزارت و سیرت وزیران

باب سوم: اندر ذکر دبیران و هنرمندی ایشان

باب چهارم: اندر همت ملوک و بلندهمتی

باب پنجم: در حکمت حکیمان و ذکر حکمت

باب ششم: شرف خرد و خردمندان

باب هفتم: اندر صفت زنان و خیر و شر ایشان

## سال نگارش
نصیحة الملوک کتابی است با موضوع حکمت عملی بر مبنای دین در هدایت و راهنمایی پادشاهان، وزیران درباریان که محمد غزالی آن را در حدود ۵۰۳ به سلطان سنجر سلجوقی (۴۷۹ تا ۵۵۲) تقدیم کرده‌است.

## چاپ
نصیحة الملوک توسط جلال‌الدین همایی (۱۲۷۸–۱۳۵۹) در سال‌های ۱۳۱۵ و ۱۳۵۱ در تهران به چاپ رسیده‌است. در سال ۱۳۸۹ این کتاب توسط عزیزالله علیزاده که متن پارسی احیاء علوم الدین و کیمیای سعادت را نیز تصحیح نموده‌است را در انتشارات فردوس به چاپ رساند و تا حال سه بار به نشر رسیده‌است. مصحح اخیر در ابتدای کتاب در چهار صفحه به معرفی زندگی و آثار ابوحامد محمد غزالی پرداخته‌است. وی می‌نویسد: «در چاپ حاضر پنج مورد ذیل بدان اضافه گردیده‌است:

۱. ترجمه آیات قرآن، احادیث و جملات و عبارات عربی در ۶۸ پاورقی؛

۲. نگارش زندگینامه ۱۳۰ شخصیت سیاسی و مذهبی ایران و اسلام در پاورقی؛

۳. فهرست اعلام شامل اسامی اشخاص، فرق، اماکن جغرافیایی و کتاب‌ها؛

۴. لغت‌نامه‌ای شامل معنای ۴۲۸ واژه و عبارت مشکل؛

۵. سئوالات هفده سال کنکور کارشناسی ارشد (دانشگاه‌های دولتی و آزاد اسلامی) همراه با پاسخ، آدرس منبع و توضیح».

## حکایت‌ها
نصیحة الملوک محمد غزالی مشتمل بر ۷۱ حکایت است.

حکایت رسول قیصر روم، هارون‌الرشید و فضیل عیاض، ابوجعفر خلیفه، اول، دوم، سوم، چهارم، پنجم، بوعلی الیاس، نوشروان عادل، صیاد بنی‌اسرائیلی، موسی، نوشروان عادل، پادشاه هندوستان و خراج، انوشروان عادل و پند یونان دستور، نوشروان و مهمانی در باغ هزارکام، زید بن اسلم و همراهی با عمر، عمر و بیت‌المال، عمر بن عبدالعزیز و قحطی، عمر بن عبدالعزیز و دختران، اسماعیل بن احمد، اسماعیل سامانی، نوشروان عادل، مرد حاجی و پیرزن بادیه‌نشین، حجاج بن یوسف، زیاد بن آبیه و ولایت عراق، نوشروان عادل و عامل، مأمون و ولایت چهار تن، سکندر و پند حکیمان، نوشروان عادل و وقت بهار، نوشروان عادل و دختر زیرک، عمر بن عبدالعزیز و نامه به حسن بصری، یزدگرد بن شهریار و حاجب، خسرو پرویز و گریز، اسکندر و دزد، گشتاسب و وزیر، عمرو لیث و خویش نزدیک، اردشیر و بیداری، یعقوب لیث و معتمد، مروان حمار و لشکر عظیم، ملوک عجم و رسول، اسکندر و رسول، رسم ملوک عجم، ابویوسف القاضی و مجلس حکم، عجیب، عمر و عامل، شاهنشاه و ده وزیر، بودوانیق، ملک هرمز شاپور و وزیرش، عماره بن حمزه و مرد ستم‌رسیده، جعفر بن موسی الهادی و کنیزک، سعید بن سلم الباهلی و تنگ‌حالی، نوشروان عادل و ندیم، منصور و یحیی برمکی، دشمنی یحیی بن خالد البرمکی و عبدالله بن مالک الخزاعی، دو مولی، عبدالعزیز بن مروان، بزرجمهر و جواب مسئله، مأمون و مرد غریب، منصور بودوانیق و مردی از شام، ابوجعفر و دوست قدیمی، سلیمان و نوشته، نوح بن مریم و غلام پارسا، عبدالله بن المبارک و مهمان‌نوازی، مرد نیک و زن پارسا، مرد فاسق و زن پارسا، مرد علوی و زن با جمال، حسن بصری و رابعه عدوی، سقا و زرگر، فاطمه زهرا، خسرو پرویز و صیاد.

## پادشاهان و وزرا
در کتاب نصیحة الملوک محمد غزالی از پادشاهان و وزرای ذیل نام برده‌است:
آزرمیدخت ساسانی، اردشیر بابکان ساسانی، اردشیر برادر شاپور ساسانی، اسکندر مقدونی، اسماعیل بن احمد سامانی، افراسیاب، افریدون، انوشروان عادل ساسانی، بزرجمهر حکیم، بهرام بن بهرام ساسانی، بهرام بن شاپور ساسانی، بهرام چوبین، بهرام گور ساسانی، بهمن اسفندیار، بیوراسب، پوراندخت ساسانی، جاماسب، جمشید، خسرو پرویز ساسانی، دارای بن دارا، ذوالقرنین، راست روشن، سلطان محمود بن سبکتکین غزنوی، شاپور بن اردشیر ساسانی، شاپور بن شاپور ساسانی، شاپور ذوالاکتاف ساسانی، شیرویه بن خسرو ساسانی، ضحاک، طهمورث، فرّخ‌زاد، فضل بن سهل، فیروز بن هرمز ساسانی، قباد ساسانی، کسری انوشیروان ساسانی، کیخسرو، کیقباد، کیکاوس، کیومرت، گشتاسب، لهراسب، محمد بن لیث صفاری، منوچهر، نرسی ساسانی، نظام‌الملک طوسی، نوشروان عادل ساسانی، هرمز ساسانی، هرمز بن نرسی ساسانی، هرمز شاپور ساسانی، هوشنگ، یحیی بن جعفر البرمکی، یحیی بن خالد البرمکی، یزدگرد ساسانی، یزدگرد بزه‌گر ساسانی، یزدگرد بن شهریار ساسانی، یزدگرد بهرام ساسانی، یعقوب لیث صفاری.